# Xã Oberlin, Quận Decatur, Kansas
Xã Oberlin (tiếng Anh: Oberlin Township) là một xã thuộc quận Decatur, tiểu bang Kansas, Hoa Kỳ. Năm 2010, dân số của xã này là 81 người.